# Kaunas Jazz

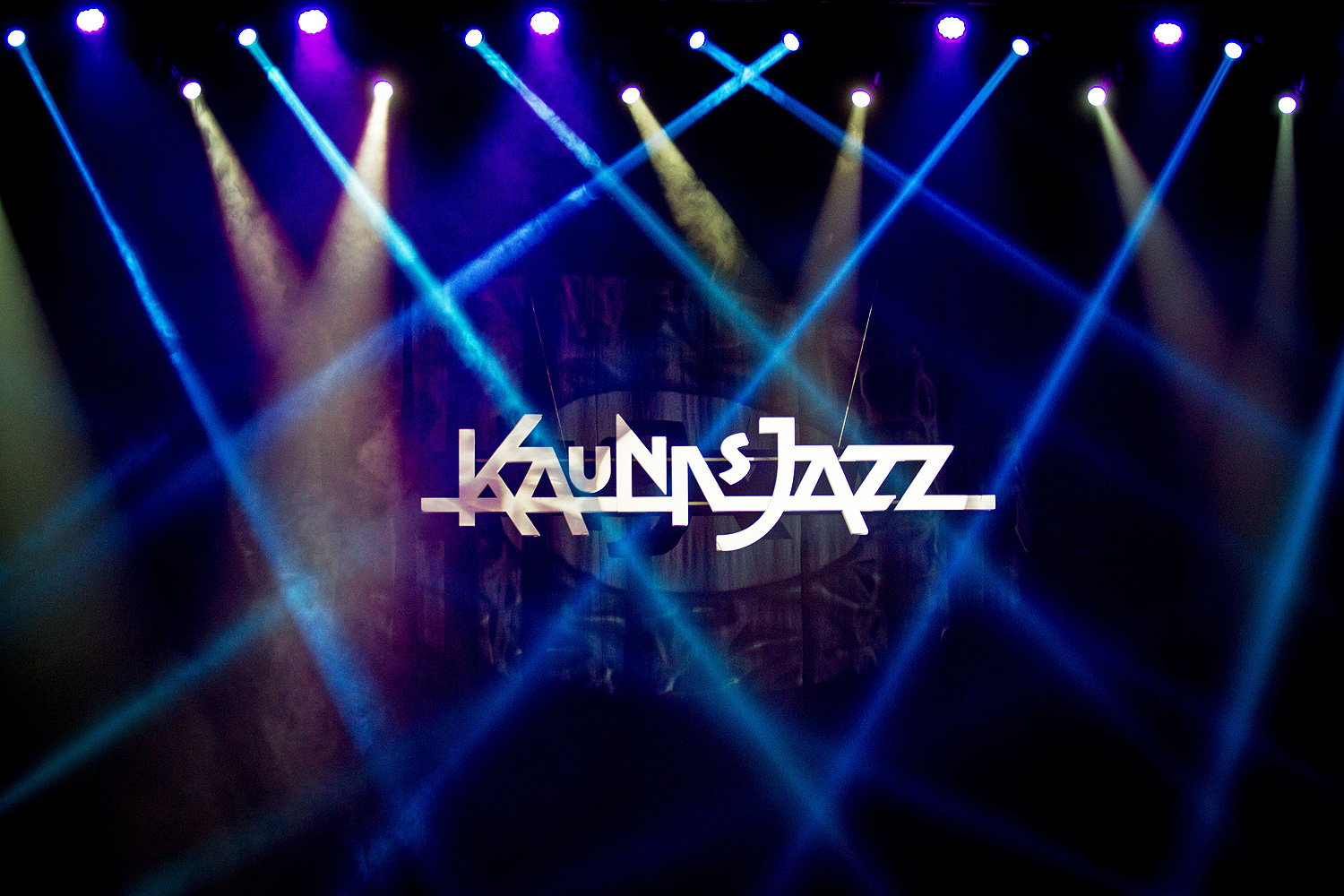

Kaunas Jazz ist ein jährlich stattfindendes internationales Jazz-Festival in Kaunas (Litauen). Es startete 1991. Es gilt als „überragendes Festival mit litauischen und internationalen Jazzgrößen.“

## Teilnehmer
Musiker kommen aus 20 Staaten. Darunter waren Al Di Meola, John Scofield, Niels-Henning Ørsted Pedersen, Elvin Jones, Jan Garbarek, Charles Lloyd, Bobo Stenson, Nils Landgren, Courtney Pine, Marc Copland, John Abercrombie, Palle Mikkelborg, Nils Petter Molvær, David Sanborn, Mike Stern, Trilok Gurtu, Bobby Previte, Greg Osby und Chico Freeman, Charlie Hunter.